# 제3보병사단 (대한민국)
제3보병사단(第三步兵師團, The 3rd Infantry Division, 상징명칭: 백골부대)은 강원특별자치도 철원군에 위치한 대한민국 육군의 보병사단이다. 경례구호는 백골이다. 이 부대는 또한 삼청교육대로도 사용되었다.

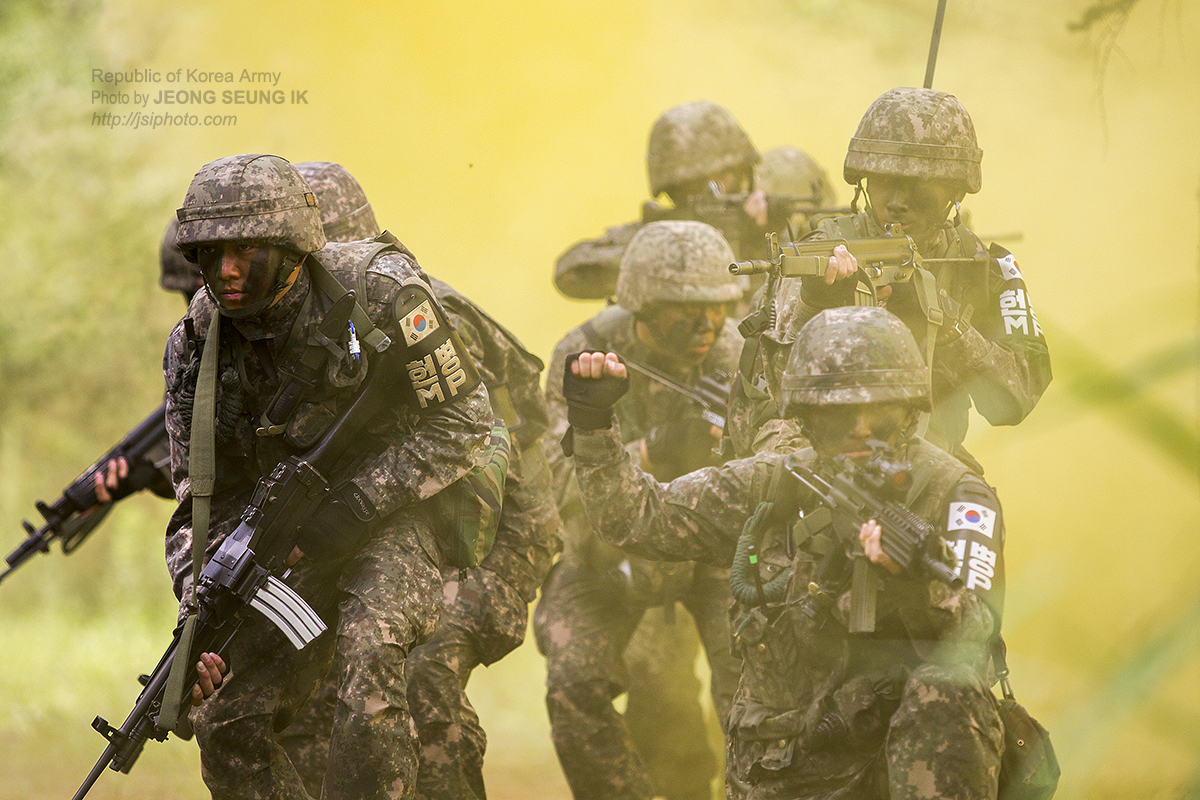
수색정찰 중인 제3보병사단 장병들

## 역사
1947년 12월 1일에 부산에서 조선경비대 3여단으로 창설되었다. 사단으로 승격 된 것은 1949년 5월 12일이다. 애칭은 원래 사자부대였다가 백골부대로 변경이 되었는데 유래는 다음과 같다. 공산당의 만행에 참고 견디다 못해 월남한 서북청년회 출신 청년들이 자진 입대하여 주축을 이룬 당시 수도사단 소속 제18연대 병사들이 죽어서 백골이 되더라도 공산당과 싸워 조국을 수호하겠다는 의미로 철모에 백골을 그려넣었고이 제18연대를 백골부대로 불렀다. 그러다 1950년 12월 제18연대가 흥남 철수 작전 때 수도기계화보병사단에서 3사단으로 배속되었고 6.25 전쟁이 끝나고 아예 사단 애칭을 사자부대에서 더 전투적인 이미지의 백골부대로 변경한 것으로 전해진다. 제18연대는 1948년 11월 20일 3여단 예하부대로 포항에서 창설되어 활동을 하다가 1949년 8월 수도사단으로 예속이 변경되었다가 원산 탈환 이후 1950년 12월 15일 수도사단(현 수도기계화보병사단) 예하의 제26연대와 임무 교대를 하면서 현재의 부대로 편성되었다.
한국 전쟁때는 서울과 대전 방어선에서 주로 공병 여단을 끼고 사수전을 벌였다. 22연대는 한만국경선인 혜산진을 최선봉으로 입성하였고, 23연대 3대대 10중대 3소대 2번 기준병이 38선을 전군 최초로 돌파하였으며, 이날을 기념하여 국군의 날이 제정되었다.
2020년 12월 종전 연대급 부대는 여단급으로 승격했다.

## 부대 편성
사단 휘하에는 다음과 같은 부대가 있다.
- 18보병여단(진백골여단) - GOP경계
  - 1대대(진백골 대대)
  - 2대대(아리랑 대대)
  - 3대대 (백혼 대대)
- 22보병여단(최북단 혜산진을 입성한 여단 혜산진여단) - GOP경계
  - 1대대 (불사조 대대)
  - 2대대 (이한림 대대)
  - 3대대 (야성마 대대)
- 23보병여단(38선을 최초 돌파한 맹호여단)
  - 1대대 (비호대대)(신병교육대대)
  - 2대대 (백호대대)
  - 3대대 (청호대대)(38선 최선봉 돌파대대)
- 포병여단(백골포병여단)
  - 11포병대대(전군 최초창설 6개 포병대대중 한곳)
  - 369포병대대(구 71포병대대)[(3.7완전작전 포병대대)
  - 72포병대대
  - 635포병대대
- 직할대
  - 공병대대
  - 정비근무대
  - 보급수송대대
  - 수색대대
  - 의무근무대
  - 정보통신대대
  - 전차대대
  - 군사경찰대대
  - 화생방지원대
  - 토우중대('18년도 부대 해체)
  - 보충중대
  - 방공중대
  - 수색중대
  - 본부근무대

## 역대 사단장
- 최덕신 : 초대, 1949년 5월 12일
- 채원개
- 이응준
- 김백일 : 1950년 1월 ~ 1950년 4월[3]
- 유승렬 : 1950년 4월 ~ 1950년 7월 1일
- 이준식 : 1950년 7월 1일 ~ 1950년 8월 7일
- 김석원 : 1950년 8월 7일 ~ 1950년 9월 1일
- 이종찬 : 1950년 9월 1일 ~ 1950년 11월 12일
- 최석 : 1950년 11월 12일 ~ 1951년 3월
- 백남권 : 1951년 3월 ~ 1952년 10월
- 임선하: 1952년 10월 1일 ~ 1953년
- 김종오 : 1953년
- 신응균 : 1954년[4]
- 김상복 : 1955년
- 정래혁 : 1956년
- 김상복 : 1957년
- 장우주 : 1961년 3월 15일 ~ 1962년 7월 7일
- 조혁환 : 1964년 8월 11일 ~ 1966년 7월 19일
- 유근국 : 1966년 7월 19일 ~ 1967년 7월 11일[5]
- 최철 : 1967년
- 박정인 : 1972년
- 권익겸 : 1976년
- 오철
- 박세직 : 1980년
- 구태도: 1991년~1992년
- 박영일 : 1992년 ~ 1993년
- 안충준 : 1996년 ~ 1997년 3월 11일
- 박흥근 : 1998년
- 이성규 : 40대, 1999년
- 고기원 : 41대, 2001년
- 박수근 : 42대, 2003년
- 김종해 : 43대, 2005년
- 김요환 : 44대, 2006년
- 유영조 : 45대, 2008년
- 신원식 : 46대, 2010년
- 윤완선 : 47대, 2011년
- 김운용 : 48대, 2013년
- 남영신 : 49대, 2015년
- 김현종 : 50대, 2017년[6]
- 신상균 : 51대, 2018년
- 손식 : 52대, 2020년
- 박진희 : 53대, 2022년
- 정재열 : 54대, 2024년

## 사단가
```
1절
돌격명령 내리면 비호와 같이
적을 쳐 무찌르는 조국의 방패
백골혼 이어받아 죽음을 겁내지 않고
조국통일 선봉에서 싸워 이겼다

2절
조국산천 울리는 우리의 함성
승리의 깃발들고 전진 또 전진
오랑캐 무찌르고 보무도 당당하게
화랑의 후예들이 싸워 이겼다

후렴
우리는 백골이 되어도 싸워서 이기는
무적의 정예란다 우리 3사단

```

## 참고 자료

### 대중매체
- 〈36〉. 《진짜사나이》 (텔레비전). 일밤. MBC TV. 2013년 12월.